# ブレス オブ ファイアII 使命の子
『ブレス オブ ファイアII 使命の子』（ブレス オブ ファイア ツー しめいのこ）はカプコンから発売されたRPGである。ブレス オブ ファイアシリーズの2作目。
スーパーファミコン用ソフトとして1994年12月2日に発売され、1997年9月30日にはニンテンドウパワーの書き換えソフトとして再登場。2001年12月21日にはゲームボーイアドバンスに移植された。また、バーチャルコンソール対応ソフトとしてスーパーファミコン版が、Wii（2007年6月26日）、Wii U（2013年7月10日）、Newニンテンドー3DS（2017年8月23日）で配信され、2020年2月19日からは『スーパーファミコン Nintendo Switch Online』の1タイトルとして配信された。

## 概要
前作『ブレス オブ ファイア 竜の戦士』の続編にあたり、前作から約500年後の世界が舞台。プレイヤーキャラクターは一新され、登場キャラクターも種族も変わっている。前作同様、主人公として「リュウ」という名の少年、ヒロインとして「ニーナ」という少女も登場するが、それぞれ前作とは同名の別人であり、この特徴はのちの作品にも続いていく。
前作と同じく、各プレイヤーキャラクターはそれぞれ独自の特技を持っており、フィールドや戦闘で各々の能力を使用することで冒険を有利に進めることができる。
同行する仲間によって特定ダンジョンがクリア不能になる点、トゥルーエンドを見るにはしっかりと攻略本・インターネットなどでイベントを調べる必要がある点など、初見殺しのゲームに仕上がっている。
作曲者が4人であった前作と異なり、竹原裕子1人が作曲を担当している。
ゲームボーイアドバンス版では、通信によるアイテム交換、ダッシュなど機能が追加されたほか、ミニゲームの難易度低下や、一部の会話での過激な語句の修正が行われた。

## システム

### 共同体
モトの町の南、フタビ山を越えたところにできる町。もとはただの廃墟の一軒家だったが、とあるイベントを経て修理され、リュウたちの本拠地となる。
ある程度ストーリーが進むと、町にまで発展する。この町には世界中にいる「家を探している人」を連れてくることが可能で、武器屋として珍しい武器の販売や、魔法を教えてくれたりと様々な形でプレーヤーに恩恵を与えてくれる。しかし中には何もしない人間や、金を騙し取ったりする「連れてくるだけ損」なものもおり、住人を選ぶ際には注意が必要である。
また、家を建ててもらう際にそのデザインを選ぶことができる。普通の家・ログハウス風・アラビア風の三種類があり、どれを選んだかによって家を建ててくれた大工がその後共同体で何を始めるのかが変化する。
- 普通の家を建てた場合、大工は料理屋を始める。消費アイテムを合成して、新しいアイテムを作ることができる。
- ログハウス風にした場合、大工は武器の展示を始める。展示されている武器は、「ビルメダル」というアイテムでリバーシのように挟むことで譲ってもらえる。ここでしか手に入らない武器も多い。
- アラビア風にした場合、大工はバーを始める。直接的な恩恵はないが、プレイ時間や戦闘回数など、さまざまなデータを教えてもらえる。

この共同体の概念は、後の作品でも受け継がれていく。

### 竜変身
リュウがあるイベントを経て取得する特殊能力。残りAPを全て使ってドラゴンに変身し、防御力無視の大ダメージを与える。与えるダメージは残りAPと最大APの割合に比例し、APが100%残っている状態だと最大ダメージを与えることができる。
パピー
竜変身として最初に会得する能力。敵単体に最大256のダメージを与える。炎・氷・雷の三属性がある。
ドラゴン
隠しイベントによって会得する。敵全体に最大512のダメージを与える。パピーと同じく炎・氷・雷の三種類があるが、実際はエフェクトが違うだけで、属性によるダメージの差は無い。例えば炎属性の敵にファイアドラゴンを使ってもアイスドラゴンを使っても、与えるダメージは同じである。
カイザードラゴン
強制イベントで会得する。敵全体に最大999のダメージを与える。
アンフィニ
強制イベントで会得する。これを使わないとラスボスを倒すことができない。

### 合体
仲間同士で合体した前作とは異なり、今回はシャーマンと呼ばれる女性と合体する。合体できるシャーマンは火・水・風・土・聖・魔の各属性を司る六人で、一度に二人までのシャーマンと合体できる。キャラクターとシャーマンには相性があり、相性が悪い場合は合体ができないが、相性が良い場合はステータス上昇値が上がり、体の色が変わる。
組み合わせによっては外見が大きく変化することもあり、これを「究極合体」という。全ステータスが大幅に上昇する他、戦闘中の特技が変わることもある一方、フィールド上の特技（リンプーの棒殴りなど）が使えなくなることもある。究極合体はキャラクター一人につき一種類が原則だが、アスパーのみ究極合体が三種類ある。なお、リュウとディースはどのシャーマンとも合体することができない。
合体は「解除玉」というアイテムを使う事で解除できる。またHPが大幅に減る（瀕死になる）と強制的に解除される。

### 究極合体
ボッシュ
聖＆魔のシャーマンとの合体で成立。全身を鎧に覆われ、腹部に顔がついたデザインに変身する。右腕に装備された大砲を撃って攻撃する。戦闘中の特技は「乱射」になり、敵全体にダメージを与える。タペタの「つきつき」との違いは、敵の数が増えてもダメージが減らない点である。フィールド上の特技である「狩り」は合体前と同じようにできる。
ニーナ
風＆聖のシャーマンとの合体で成立。4枚の羽を持つ姿に変身。戦闘中の特技は「おはらい」になり、敵を追い払うことができる。フィールド上の特技「飛行」と「大鳥」は変身前と同じように使える。
ランド
土と、火・水・聖いずれかのシャーマンとの合体で成立。ボールのような丸い体型になり、見た目は小さくなるが守備力は大幅に上がる。戦闘中の特技「きつけ」は合体前と同じだが、合体前の「きつけ」が成功するとHP1で復活するのに対し、変身後はHP20の状態で復活する。フィールド上の特技「スピンダッシュ」は使えなくなる。
リンプー
魔のシャーマンとの合体で成立。体色が青くなり、金色の髪が腰まで届く長さになる。戦闘中の特技は「ため」になり、1ターン力をためる事で、次のターンに強烈な攻撃をする。フィールド上での特技「棒殴り」「狩り」はできなくなる。
ステン
火＆風のシャーマンとの合体で成立。腕や足が燃え盛る炎のような外見に変化する。戦闘中の特技は「すりかえ」になり、使うと画面が切り替わり、違う敵が出現する。敵を倒したり逃げるより早く次の敵と戦えるため、レアモンスターと戦いたい時などに重宝する。フィールド上の特技「腕伸ばし」は使えなくなる。
タペタ
聖のシャーマンとの合体で成立。体色が青くなり、スマートな外見になる。戦闘中の特技は「切り裂く」になる。1ターン力をため、次のターンで敵全体を全滅させる大技を放つ。ボス以外の全ての敵に効く可能性があるが、失敗すると全くダメージを与えることができない。フィールド上の特技「カエル変身」は合体前と同じように使える。
アスパー
キャラクター中唯一、複数の究極合体パターンを有する。いずれの究極合体でも、フィールド上の特技「森林歩行」は失われない。
水のシャーマンとの合体で、キノコの帽子をかぶった少女の姿に変身。戦闘中の特技は「胞子」になり、敵全体を眠らせる効果が期待できるが、失敗することもある。逆風が吹いて、味方が眠り込んでしまう場合もある。
土のシャーマンとの合体で、球根に足が生えた姿に変身。戦闘中の特技は「花」になる。4ターンの間攻撃力が2倍になり、自動でひたすら敵を攻撃し続ける状態になる。
火＆魔のシャーマンとの合体で、草のドラゴンのような姿に変身。戦闘中の特技は「自然」のままで合体前と変化はなく、単純にステータスが上昇する合体になる。

## あらすじ
森に囲まれたゲイト村で、主人公のリュウは教会で神父をしている父と妹の3人で暮らしていた。ある日、昼寝の時間に教会を抜け出した妹のユアを連れ戻しに、リュウは裏山へ向かった。ユアのもとに辿り着いたリュウは、ここで眠れば死んだ母の夢が見られるとユアに勧められ、目を閉じてみる。しかしそこに母の姿はなく、魔物のおぞましい眼がこちらを睨んでいた。
リュウが裏山から帰ると父と妹の姿はなく、村人の誰一人としてリュウたち親子のことを覚えている者はいなかった。孤児として村の教会に泊まったリュウはその夜、同じく孤児として教会に泊まっていたボッシュと共に村を出る決心をする。
村を出た二人だったが、突然の雷雨に見舞われ、洞窟で雨宿りをすることになった。ろうそくの明かりを頼りに奥へ進んで行くと、尻尾のようなものがうごめいているのを見つける。それを追ってさらに奥へ進んで行くと、そこには尻尾の主である巨大な魔物が佇んでいた。ボッシュは一撃でなぎ払われ、リュウも為す術がないままやられてしまった。魔物はリュウが「使命の子」であることを告げるが、リュウにはその言葉の意味を理解することはできなかった。
それから10年後、リュウとボッシュはモトの街でレンジャーという何でも屋のような仕事をして生活していた。ある日、些細なことからボッシュが泥棒の嫌疑をかけられてしまう。ボッシュの濡れ衣をはらすためにリュウは真犯人を探すことになるが、行く先々で様々な事件に巻き込まれ、世界に異変が起こっていることを感じ取る。真犯人を捕まえてボッシュの嫌疑を晴らした後、ゲイト村で起きている異変の調査を依頼されたリュウは、その正体を探るために仲間と共に旅に出る。

## 世界
ドラゴンズ・ティア
リュウが持っている母親の形見の宝石。人の感情を色で映し出す力を持っている。会話の際、時折ウインドウの右上に現れ、会話相手がリュウに対してどのような感情を持っているかを示す。感情により9段階の色に分けられ、好意が強いほど青味が増す。逆に敵意が強くなるほど赤味が増し、相手が殺意ほどの強い憎しみを持つ場合、その色は黒に染まる。
運命で結びついている仲間に出会った時、虹色に輝く。
エバ教
世界中に広まりつつある新興宗教。多くの町に教会があり、セーブをしたり、旅についてのアドバイスを受けたりできる。排他性や独善性が強く、反発を覚える人も少なからず存在する。
ナマンダ教
大地と農業の神を祭る宗教。ファマ村の近くに寺院があり、多くの僧がここで厳しい修行に励んでいる。エバ教に対しても友好的。
竜の神
竜神像に宿る竜の神。エバ教の布教で信仰をする者が減少して久しく、そのことをぼやき嘆いている。用途はエバ教と差はないがこちらは仲間の入れ替えが出来る。
ゲイト村のドラゴン
ゲイト村の裏山で眠っている巨大なドラゴン。裏山に存在する三つの扉を両手と顔で押さえ込むようにして守っている。
ウパルパ
海に面した洞窟に住んでいる変な顔の生物。非常に数が少なく、珍獣として高値で取引される。
飛翼族
ウインディアに住む有翼人。昔は、大きな鳥に変身する能力を持っていたのだが、とある経緯により、現在その能力は失われている。ある条件を満たす事によって変身できるが、一度変身すると、人間としての記憶と知性を失い、二度と元には戻れなくなるという。
飛翼族の翼の色は本来白であるが、ごく稀に黒い翼を持つ者が生まれるという伝承がある。黒い翼を持つものは不吉を運ぶとして忌み嫌われており、幼いうちに殺すべきとされている。
匍匐族
クロウラーとも言う。カエルの獣人で、巨大なカエルに変身する能力を持っている。湖の真ん中にあるスイマー城に住み、ミミズ・ゴキブリ・ハエなどを主食としている。
マニーロ
半魚人の種族。もとは「海人」と呼ばれていた種族だが、前作に登場したマニーロの功績が讃えられ、海人全体を指して「マニーロ」と呼ばれるようになった。商才に恵まれた種族で、世界中ありとあらゆるところに店舗を展開している。
稀に釣り場に現れる事もある。「コイン」をエサにすることで簡単に釣り上げられ、珍しい道具や装備品を売ってくれる。
虎人（フーレン）
虎の獣人の種族。強大なパワーとスピードを持ち、戦闘に長けている。非常に数が少なく、香具師に狙われることもある。
草の人
植物と人間の中間のような種族。一生を知識の追求に捧げる。若いうちは世界中を旅して見聞を広め、ある程度の年齢に達すると「賢樹」と呼ばれる巨木となり、また新たな世代に知識を伝えるという。
賢樹
「草の人」が年老いて変身した姿。世界中に点在する巨大な樹木で、訪ねてくる草の人の若者に知識を伝えている。賢樹の中でも最長老の大賢樹ガンダルーフは、一万年以上も生き続けているという。
音楽の国
前作から引き続き登場。住人は音楽でコミュニケーションを取っている。この国の人と話すためには、言葉を聞き取るための「聞き耳頭巾」と、言葉を話すための「名人の笛」が必要になる。
レンジャー
いわゆる何でも屋。リュウとボッシュはこれで生計を立てている。レンジャーはギルドに所属しており、ギルドに来る依頼が所属レンジャーの技量に合わせて斡旋されるようになっている。仕事内容はピンキリで、モンスター退治からドブ掃除まで様々である。

## 登場人物

### パーティーメンバー
リュウ
年齢16歳、生年月日5月1日、身長167センチメートル、体重57キログラム、血液型A型、スリーサイズはB90・W64・H70。
レンジャーという何でも屋のような仕事で生計を立てる少年。父親と妹の3人で暮らしていたが、ある日突然父と妹が失踪し、村人が自分達のことを忘れてしまうという怪奇事件に見舞われる。以降、村の教会で出会ったボッシュとコンビを組み、2人で協力して生きてきた。ボッシュの嫌疑を晴らすための犯人追跡の旅で、世界に危機が迫っている事を感じ取る。
APを全て消費する事で敵に絶大なダメージを与える「竜変身」を身に付ける。戦闘中の特技は「気合」で、HPを回復することができる。HPが低ければ低いほど大きく回復するが、たまに失敗する。フィールド上の特技は「釣り」。フィールド上で魚が跳ねている場所で決定ボタンを押すと、釣りのミニゲームができる。ここで手に入れた魚は回復アイテムとして使うことができる。
ボッシュ
年齢15歳、生年月日12月16日、身長156センチメートル、体重60キログラム、血液型B型、スリーサイズはB93・W80・H92。
野馳り（のばせり）族という種族の少年。リュウの親友で、出会って以来、苦楽を共にしてきた。リュウとは違い、こちらは親の顔も知らない正真正銘の孤児。リュウよりも世慣れており、清濁併せ呑む精神的な強さを持っている。泥棒の濡れ衣を着せられ、リュウが真犯人を見つけてくるまで、長らく戦列を離れることになる。小太りだが、意外と運動神経は良い。好物はちくわ。共同体会話では、リュウの親友として彼を気遣ったり、他のメンバーについての意見を聞くことができる。
戦闘中の特技は「狙う」。成功すれば敵一体を一撃で倒す事ができる。ボス以外の全ての敵に効く可能性があるが、失敗した場合は1しかダメージを与えられない。フィールド上の特技は「狩り」。フィールドに時折現れる草むらのようなものに触れて決定ボタンを押すと、狩りのミニゲームができる。
ニーナ
年齢17歳、生年月日10月9日、身長160センチメートル、体重34キログラム、血液型AB型、スリーサイズはB83・W54・H80。
本編のヒロイン。飛翼族の少女。飛翼族は皆白い翼を持つはずだが、彼女の翼は突然変異で黒く変色している。本来はウインディア王国の第一王女だったが、黒い翼が不吉であるとして、公には死亡したことにされている。ウインディアから追放され、モトの町の魔法学校で勉強している。不良にさらわれた妹のミイナを助けてもらったことが縁で、リュウ一行に加わる。共同体会話では、「もしも私が」というたとえ話をしては恥ずかしがったり、リュウへの好意を控えめながらも口にしたりする。
戦闘中の特技は「気力」。リュウの「気合」がHPを回復するのに対し、こちらはAPを回復する。「気合」とは違い、回復量は一定。ただしAPが0のときのみ多く回復する。「気合」よりやや失敗しやすい。フィールド上の特技は「飛行」。ダンジョンの中で落とし穴に落ちた場合でも、ニーナを先頭にしていると自動的に引っ張り上げてくれる。また、ある程度ストーリーが進むと、「大鳥」を呼べるようになる。フィールド上を自由に飛行でき、クジラやタペタでは行けない場所にも行くことが可能となる。ただし、ストーリーが進むと、地上に大鳥が降りられない状況になるため使用不可能になる。
ランド
年齢31歳、生年月日3月14日、身長218センチメートル、体重140キログラム、血液型A型、スリーサイズはB198・W141・H178。
甲殻族の青年。種族の中では変わり者で、農業で生計をたてる生活に退屈し、故郷の村を飛び出して放浪の旅を続けてきた。めんどう見の良い性格で、成り行きのままリュウに同行することになる。パーティー随一の屈強な体を持つが、母親には頭が上がらない。共同体会話では、チームの年長者として常識的な言葉を口にするが、愚痴を言ったりすることもある。
戦闘中の特技は「気付け」。戦闘不能状態の味方を叩き起こすことで、戦闘不能から回復させるが、失敗することもある。成功した時はHP1の状態から復活する。フィールド上の特技は「スピンダッシュ」。体を丸めて転がることで敵に遭わず、かつ歩くより早く移動できる。しかし、コントロールがしにくい上に、どこかにぶつかるまで止めることができない。ぶつかって停まった後は、高確率で敵とエンカウントする。
リンプー
年齢15歳、生年月日4月19日、身長154センチメートル、体重42キログラム、血液型O型、スリーサイズはB74・W48・H76。
虎人（フーレン）の少女。自分の力以外は信じない性格だったが、コロシアムでリュウに救われて以来、彼を慕って行動を共にするようになる。もともとは明るく素直な性格である。共同体会話では、好きなものは好き、嫌いなものは嫌いと、一番ストレートな感想を口にする。
戦闘中の特技は「誘う」。敵を挑発して自分が狙われる確率が上昇する代わりに、反撃の発生率が上昇する。フィールド上の特技は「狩り」と「棒殴り」。ボッシュと同じく狩りができる。リーチが短いが、連続攻撃で一気に仕留める事ができる上、特定の岩を殴ることで破壊できる。また、ボッシュは泥棒の濡れ衣でしばらく離脱するため、序盤の狩りは彼女任せになる。
ステン
年齢19歳、生年月日7月15日、身長169センチメートル、体重60キログラム、血液型B型、スリーサイズはB88・W61・H69。
高山族（ハイランダー）の青年。手品師として各地を回っている。ウインディアでリュウ一行と出会い、ニーナとリンプーにセクハラまがいの発言をしてリンプーから制裁を受けた。以降、リンプーを姐御と慕い、リュウ達に同行する。実はハイランダーの国でもトップクラスのエリート兵士で、ある戦争をきっかけに軍に嫌気が差して脱走したという経緯を持つ。共同体会話では、「ニーナとリンプーのどちらが好みか」など、おどけた調子で質問をしてくるが、時折、本来の真面目な口調になることもある。ちなみに、共同体の同じハイランダーの住民のところに彼を連れて行くとイベントが発生する。
戦闘中の特技は「死にまね」。戦闘不能になったときと同じポーズで倒れ、敵の攻撃が自分に来ないようにする。ただし、攻撃を受けてしまった場合に受けるダメージは通常よりも大きくなる。フィールド上の特技は「腕伸ばし」。小さな崖があり、その両端に杭が打ってある場所なら、ステンを先頭にすることで渡ることができる。
タペタ
年齢17歳、生年月日3月3日、身長160センチメートル、体重：88キログラム、血液型AB型、スリーサイズはB151・W134・H145。
本名エカル・ホッパ・ド・ペ・タペタ。スイマー城に住む匍匐（ほふく）族の王子。何があっても怒らない、温厚でのんびりした性格で、偽者に王子の座を奪われても全く気に留めない。魔女の呪いを解いてもらったことと、偽者騒動を解決してもらった礼として、パーティーに加わる。ちなみに絵が得意である。共同体会話では、時には詩的な言葉で、時には深い言葉で気持ちを表現する。表面的には、おバカだが物事の本質は捉えているキレ者である。
戦闘中の特技は「つきつき」。敵全体に攻撃する事ができるが、敵の数が増えるほど一体あたりのダメージは少なくなる。弱い敵を複数相手にするときに便利。フィールド上の特技は「カエル変身」で、タペタを先頭にして決定ボタンを押すと、巨大なカエルに変身し、フィールド上を移動できる。川や池などの淡水を移動でき、また小さな崖や段差なら飛び越えることができる。
アスパー
年齢111歳（人間の年齢にすると16歳程度）、生年月日2月2日、身長181センチメートル、体重58キログラム、血液型は不明、スリーサイズはB72・W57・H60。
「草の人」という植物の種族。中性的な顔や体だが、性別はない。あるイベントである条件を満たすと、女性とみなされる。見せ物小屋で捕らえられているところをリュウたちに助けられ、行動を共にするようになる。常に冷静沈着で無表情。感情らしきものを全く見せず、分析的な物言いをするが、リュウたちと旅をすることで感情的なことも少しずつ理解するようになる。共同体会話では、知的な表現で見聞きしたことの感想を述べるが、時折辛辣な言い方をすることもある。
戦闘中の特技は「しぜん」。周囲の緑に呼びかけることでさまざまな効果が現れるが、洞窟など緑がない場所では使えない。フィールド上の特技は「森林歩行」で、列の先頭に立たせていると、森を通過することができる。また賢樹と会話ができる。
ディース
年齢、生年月日、身長、体重、血液型、スリーサイズ、すべて不明。
とある条件を満たすことで仲間になる。長い間眠っていたのか、魔法の知識を失っており、かつての勘を取り戻すために参戦する。私生活はかなりズボラで、謎の使い魔が世話をしている。共同体会話では、昔の戦いを懐かしんだり、リュウにちょっかいをかけてきたりする。
戦闘中の特技は「脱皮」。何も消費せず、確実にHPを全回復できる。その上、毒やゾンビなどのステータス異常まで治ってしまうが、一度の戦闘であまり使いすぎると、防御力が下がってしまうこともある。ボッシュやリンプーと同じく、一応狩りができるが、その方法は魔法で画面上の獲物を全て焼き尽くしてしまうというもので、獲物は全て使い道のない「おこげ」になってしまう。

### サブキャラクター
ガナー
リュウの父親。ゲイト村でエバ教の神父をしていたが、ある日リュウの前から忽然と姿を消した。終盤でとあるイベントを起こす為の最重要キーパーソンでもあるが、そこに至るまでの彼の生死はプレイヤーの手に委ねられる。
ユア
リュウの妹。「～のにー！」が口癖。ガナーと共にある日突然姿を消した。お気に入りの場所は、村の裏手にある竜の丘で、そこで眠ると母親の夢を見られるという。
デスエバン
邪神と呼ばれる存在。
バルバロイ
邪神デスエバンの配下。「使命の子」であるリュウに邪神の封印された扉を開けさせるために現れ、その力を試そうと襲い掛かり、リュウとボッシュをなぎ倒した。この一件は、まだ子供であったリュウに強烈なトラウマを残す。本編中に時折登場する魔物の眼のようなものは、彼がリュウの行動を見続けていることを意味する。
ミイナ
ニーナの妹。ウインディアの第二王女。姉が追放されていることは知らされておらず、ただの留学だと思っており、頻繁に会いに行っている。スージーというブタをペットとして飼っており、迷子になったこのスージーを探し出すことがリュウとボッシュの初仕事になった。姉であるニーナを強く慕っているが、父と姉の思いや境遇を知らずに育ち、そのことが後半で彼女に悲痛な決意をさせた。
ウインディア王
飛翼族の王国ウインディアを治める。ニーナとミイナの父親。黒い翼を持つニーナに危害が及ばぬよう、公には死亡したことにして追放した。世界に支持を広げつつあるエバ教を国教にする事に抵抗を感じている。
ヒーナ
ウインディア王妃で、ニーナとミイナの母親。公的には死んだ事になっているニーナを旅人として扱うが、内心では娘のことを思い心を痛めている。
ニーナ(BOF1)
初代ブレスオブファイアでプレイアブルキャラクターとなっていた方のニーナで今代のニーナのひいひいひいひいおばあちゃん。
今作ではウインディアのまつわるある儀式の試練のガーディアンとして登場する。同時に「なぜ飛翼族が大鳥に変身する能力を失ったか」も語ってくれる。
ニロ
共同体の元になる廃墟に住んでいる老人。泥棒の疑いをかけられたボッシュを匿ってくれる。
キルゴア
モトの町の資産家。トラウトに盗まれた「聞き耳頭巾」を取り返すようにボッシュに依頼したことがきっかけで、ボッシュは泥棒の疑いをかけられることになった。
トラウト
モトの町の資産家。金の亡者で、泥棒を何人も雇っており、周囲の家から盗みを働かせることで資産を増やしてきた。あまりに金に対して貪欲すぎたために邪神につけこまれ、モンスター化した。
パティ
通称「怪盗パティ」。コウモリのような翼を持つ女泥棒。ボッシュ泥棒疑惑事件の真犯人であり、ボッシュの容疑を晴らすために、彼女を探して旅をすることになる。本人曰く、悪質な金持ち以外は狙わない義賊であり、レジスタンスの資金調達係である。物語中にも伏線が敷かれているが、ハバルク戦直前に彼女の正体が判明する。
アーガス
コロシアムの支配人。バトルショーを盛り上げるためには手段を選ばず、選手に毒針を打ち込むという八百長もやってのける。その醜い心を邪神に利用され、二つの頭を持つ狼男のような姿のモンスターと化した。
人事部長
コロシアムの出場選手を面接するマッチョ。面接方法はただの戦闘で、学歴や趣味などを尋ねながら攻撃を仕掛けてくる。
ババデル
タグジの森に住むきこり。バトルショーの出場選手でもある。「～ズラ」という口調が特徴。
ジョーカーさま
モトの町の東の洞窟を根城にする不良集団、ジョーカー団のボス。ニーナを自分のものにしようと狙っており、ミイナを誘拐した。邪神の影響を受けてモンスター化する。
レイ
エバ教の幹部。金色の長髪を持つ美青年。世界中を歩きながら布教活動や人助けを行っており、人に分け隔てなく優しく正義感にも熱い。リュウたちとも何度も出会い、友好的な関係にある。その正体は黒竜族の生き残りであり、幼少期にハバルクに拾われ、育てられてきた。

エバ教との決戦においてリュウ達と対決することになる。エバ教の敵であるリュウに敵意を表しながら迫るが、ドラゴンズ・ティアの色はそれと反するように「共感」の色を示す。

戦いの中で黒竜へと変身し、苛烈な攻撃を仕掛けてくるが、それがきっかけとなり、リュウはカイザードラゴンへと覚醒する。圧倒的な力の前にレイは倒れ、自分の本当の目的はリュウの力を目覚めさせることであったことを告げる。死の間際、自分の生い立ちのこと、そしてエバ教の罪への懺悔をリュウに伝え、「エバ教を倒してほしい」と願いを託し事切れる。その瞬間、ドラゴンズ・ティアは「運命の仲間」を示す虹色に輝いていた。
ニムフ
スイマー城北の塔に住む魔女。わがままで独占欲が強く、恋人はすべて自分の思い通りにならないと気がすまない性格。自分好みの美少年を魔法で石像に変えてコレクションしていた。タペタを巨大なカエルの姿に変えて戻れなくした。
山猫
スイマー城西にあるレストラン「山猫亭」のシェフ。やってきたお客を料理にしてしまうというとんでもないコック。曰く「強い奴にだけご馳走する。弱い奴はご馳走にする」。
ペタペ
スイマー城の王女で、タペタの妹。兄や城の人間があまりにものんびりしているため、自分がしっかりしなければならないという強迫観念で、かなりヒステリックな性格になっている。
クワドラ
タペタの偽物。本物が巨大ガエルに変えられている間にスイマー城に入り、タペタに成りすましていた。正体は邪神の手先で、スイマー城を手に入れようと企んでいた。
団長
世界中を旅している見世物テントの団長。モトの町の近くに来ていた時は優しく陽気な性格だったが、いかなる経緯によってか草の人をモンスターに食べさせる残酷ショーを企画する残忍な性格になってしまった。彼もまた、邪神に利用されモンスターになってしまった人間の一人である。
大賢樹ガンダルーフ
「草の人」の最長老。邪神に関する重要な情報を持っているはずだが、ある原因によってその記憶は失われつつある。ちなみにアスパーはこのガンダルーフの根元で生まれた。
トゥルボー
軍事国家ハイランドの兵士。かつてステンと共にグーフハイムの戦場を生き残った過去を持つ。表向きは逃亡したステンに対し怒りを露にしたが、心の奥では彼のことを信頼していた。
エルファーラン
軍事国家ハイランドの王女。ステンに思いを寄せるが、とある戦争でステンが行方不明になりその隙をシュプケーに利用された。
シュプケー
ステンが去った後、ハイランド城にやってきた女軍人。前例の無い早さで昇進し、あっという間に将軍の座にまで上り詰めた。ステンのいなくなったハイランドを乗っ取り、王女を利用してハイランド城の真の姿である空中要塞を手に入れようとした。邪神によって魔物化していた。
アルハメル
邪神の手下。人間の記憶を破壊する能力を持った魔物。
デイジイ
ランドの母親。豪放磊落な肝っ玉母ちゃんで、放蕩息子のランドをばか息子呼ばわりする。
ティガ
エバ教に抵抗する組織のリーダーで、虎人の青年。リンプーを気に入り、求婚する。
選択肢次第ではリュウとの一騎打ちと言う形で戦闘に入るが、絶対に勝てない強制敗北戦闘となる。
クラリス
エバ教に抵抗する人物の一人。エバ教の総本山であるエブライで、エバ教の実態を探っている。ティガを慕っている。
ハバルク
エバ教の教祖。エブライで人々を洗脳し邪神に力を送る一方、アルハメルを使ってゲイト村の人々から記憶を奪い、裏山のドラゴンの封印を解こうとしていた。
バレリー
リュウの母親で竜の巫女。邪神の力が強まった原因を調べるために地上へやってきてガナーと結ばれる。ある日、裏山の封印が突如破られたため、自らが新たな封印となり眠りについた。

### シャーマン
サナモ
火のシャーマン。最初に仲間になる。色気過剰の女性で、合体について誤解を招くような説明をする。合体すると主に攻撃力が上がる。
セソ
水のシャーマン。魔女ニムフにケンカを売って負け、彼女の塔のどこかで石像にされている。ニムフを倒すと元に戻るので、その時に話しかけると仲間になる。合体すると主に賢さが上がる。
スプーナ
風のシャーマン。天の塔の力を利用して、暇潰しに霧の谷に濃霧を発生させていた。イベントで必ず仲間になる。合体すると主に行動力が上がる。
ソロ
土のシャーマン。ファマ村の畑にいる。仲間にするには少し条件があり、イベントでナマンダ寺院に行く際に、一定額以上お布施をしないと仲間にならない。合体すると主に防御力が上がる。
セイニィ
聖のシャーマン。バンドオ教会の隠し部屋にいる。設定画では清楚で大人しげな雰囲気の女性だが、口調は荒々しい。合体による固有のステータス上昇はないが、究極合体に必要になることが多い。
シン
魔のシャーマン。無限の塔の中にいる。設定画では妖艶な微笑みをたたえた女性だが、おどおどした話し方をする。合体すると最大APが上昇し、1ターンにつき10ポイントAPが回復する効果がつく。ただしボッシュの究極合体ではこの効果はなくなる。

## 他機種版
| No. | タイトル                             | 発売日                       | 対応機種               | 開発元   | 発売元   | メディア                                      | 型式 | 売上本数 | 備考                 |
| --- | ------------------------------------ | ---------------------------- | ---------------------- | -------- | -------- | --------------------------------------------- | ---- | -------- | -------------------- |
| 1   | ブレス オブ ファイアII 使命の子      | 1997年9月30日                | スーパーファミコン     | カプコン | カプコン | フラッシュロムカセット （ニンテンドウパワー） | -    | -        |                      |
| 2   | ブレス オブ ファイアII 使命の子      | 2001年12月21日               | ゲームボーイアドバンス | カプコン | カプコン | ロムカセット                                  |      |          | 専用通信ケーブル対応 |
| 3   | ブレス オブ ファイアII 使命の子      | 2007年6月26日                | Wii                    | カプコン | カプコン | ダウンロード （バーチャルコンソール）         | -    | -        |                      |
| 4   | ブレス オブ ファイアII 使命の子      | 2013年7月10日                | Wii U                  | カプコン | カプコン | ダウンロード （バーチャルコンソール）         | -    | -        |                      |
| 5   | ブレス オブ ファイアII 使命の子      | 2017年8月23日                | Newニンテンドー3DS     | カプコン | カプコン | ダウンロード （バーチャルコンソール）         | -    | -        |                      |
| 6   | スーパーファミコン Nintendo Classics | 2019年12月12日 2020年2月19日 | Nintendo Switch        | 任天堂   | 任天堂   | ダウンロード                                  | -    | -        |                      |

## 関連商品

### 書籍
『ブレス オブ ファイアII 使命の子 必勝攻略法』
ISBN 4-57528-403-3 双葉社（1994年12月発売）
SFC版の攻略本。
『ブレス オブ ファイア2 使命の子のすべて』
ISBN 4-79660-904-0 宝島社（1994年12月発売）
SFC版の攻略本。
『ブレス オブ ファイアII 完全攻略本』
徳間書店（1995年1月発売）
SFC版の攻略本。
『ブレス オブ ファイアII 使命の子 公式ガイドブック』
ISBN 4-75770-733-9 エンターブレイン（2001年12月発売）
GBA版の攻略本。
『ブレス オブ ファイアII 使命の子 アルティメットアームズガイド』
ISBN 4-08779-148-3 集英社（2001年12月発売）
GBA版の攻略本。
『ブレス オブ ファイア オフィシャルコンプリートワークス』
ISBN 978-4-8623-3001-7 カプコン（2005年9月発売）
ISBN 978-4-8623-3266-0 カプコン（2010年7月発売）／リサイズ復刻版
『ブレス オブ ファイア』シリーズのイラスト集。本作品に関するイラストが収録されている。

### 音楽
『終らない愛』
8cmCD アルファレコード（1994年12月21日発売）ALDA-2009
歌唱者は渡辺未央。テレビコマーシャルのみで使用された。
『ブレス オブ ファイアII -使命の子-』
12cmCD ソニーミュージックレコード（1995年1月21日発売）SRCL-3119
サウンドトラックCD。全28曲収録。CD1枚の収録時間都合により、ゲーム本編で使用された全曲を収録できてはない。
『ブレス オブ ファイアI〜V オリジナル・サウンドトラック スペシャルボックス』
12cmCD11枚組 カプコン（2006年3月31日発売）CPCA-10146-56
『ブレス オブ ファイア』シリーズのほぼ全曲を網羅したボックスセット。2,000ボックス限定販売。